# مريم لانشتاين
مريم لانشتاين (بالألمانية: Miriam Lahnstein)‏ هي ممثلة ألمانية، ولدت في 9 أغسطس 1974 في ألمانيا.

## أعمال

### مسلسلات
- الحب الممنوع
- مارينهوف

## وصلات خارجية
- مريم لانشتاين على موقع IMDb (الإنجليزية)
- مريم لانشتاين على موقع ألو سيني (الفرنسية)
- مريم لانشتاين على موقع قاعدة بيانات الفيلم (الإنجليزية)
- مريم لانشتاين على موقع كينوبويسك (الروسية)